# 一次性用品

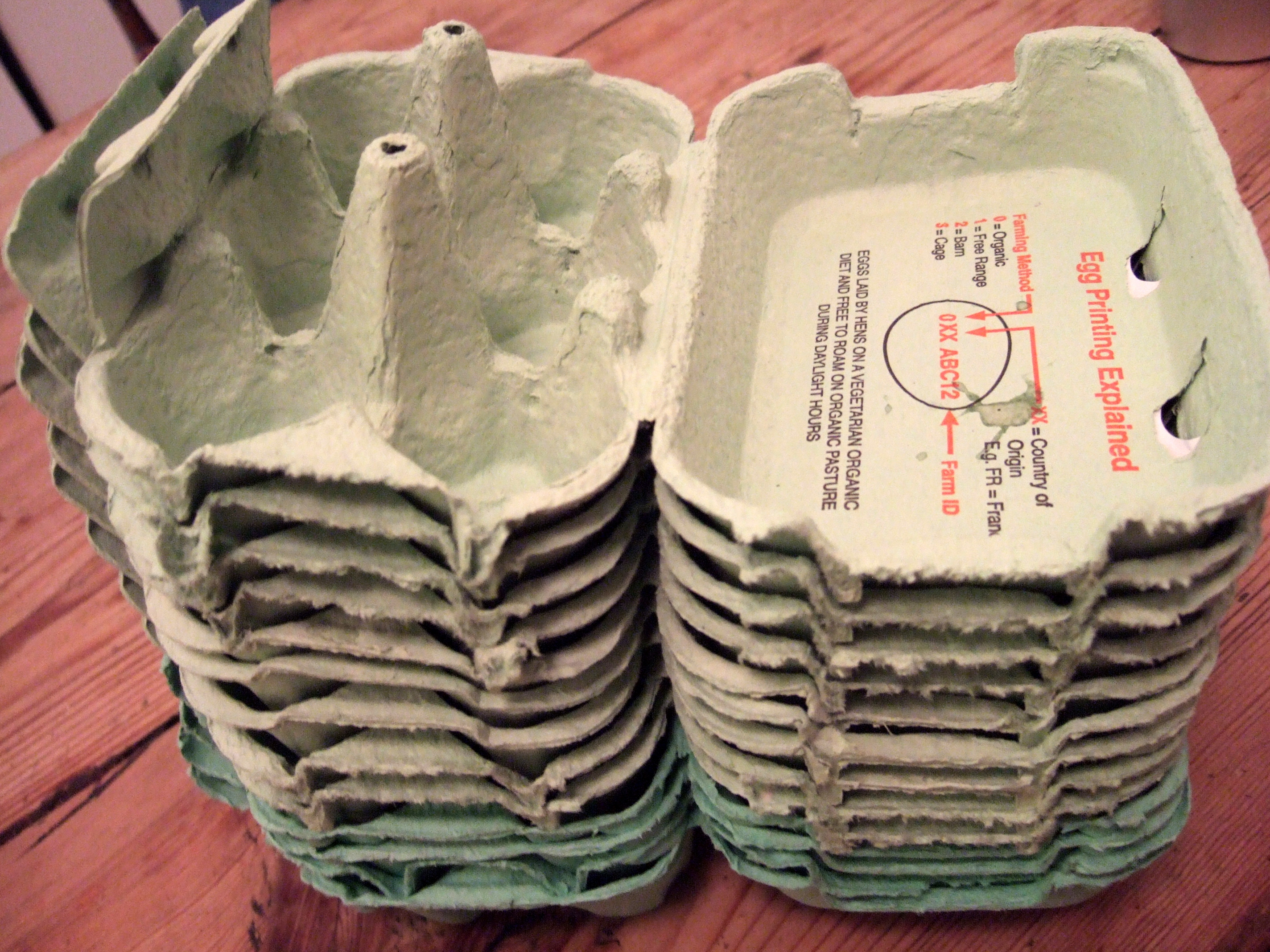
一次性蛋盒

一次性用品、免洗式用品、免洗性用品、拋棄式用品、用完即棄物品、用完即丟的物品，通常是指一类价廉、不耐用、只使用一次的物品。专门提供便利的一次性用品有：一次性塑料袋、快餐盒、纸杯、衛生筷等等，通常过多地使用这些一次性用品会破坏环境；另外一些是必须的一次性用品，如针筒。而这些都会对环境有一定程度的影响
「一次性用品」一詞無法與「消耗品」一詞混淆，後者廣泛則應用於機械領域。例如焊工將焊條、烙鐵頭、噴嘴、氣體等。在過程中逐漸消耗的材料被視為「消耗品」，而一次性產品是在使用後後可以丟棄的物品。

## 詞源
一次性（Disposable）是一個形容詞，意思是「不可重複使用，但在使用後丟棄」的物品。許多人現在將該術語用作名詞或實體，即「一次性用品」，但實際上這仍然是一個形容詞。
可支配所得是扣除所有生活費用後，從一個人的工資或支出、儲蓄或其他方面支付的剩餘金額；該術語在不同意義上使「“一次性」一詞，因為可以根據個人的判斷自由地「定義」。（即分配或承諾）資金。

## 材料

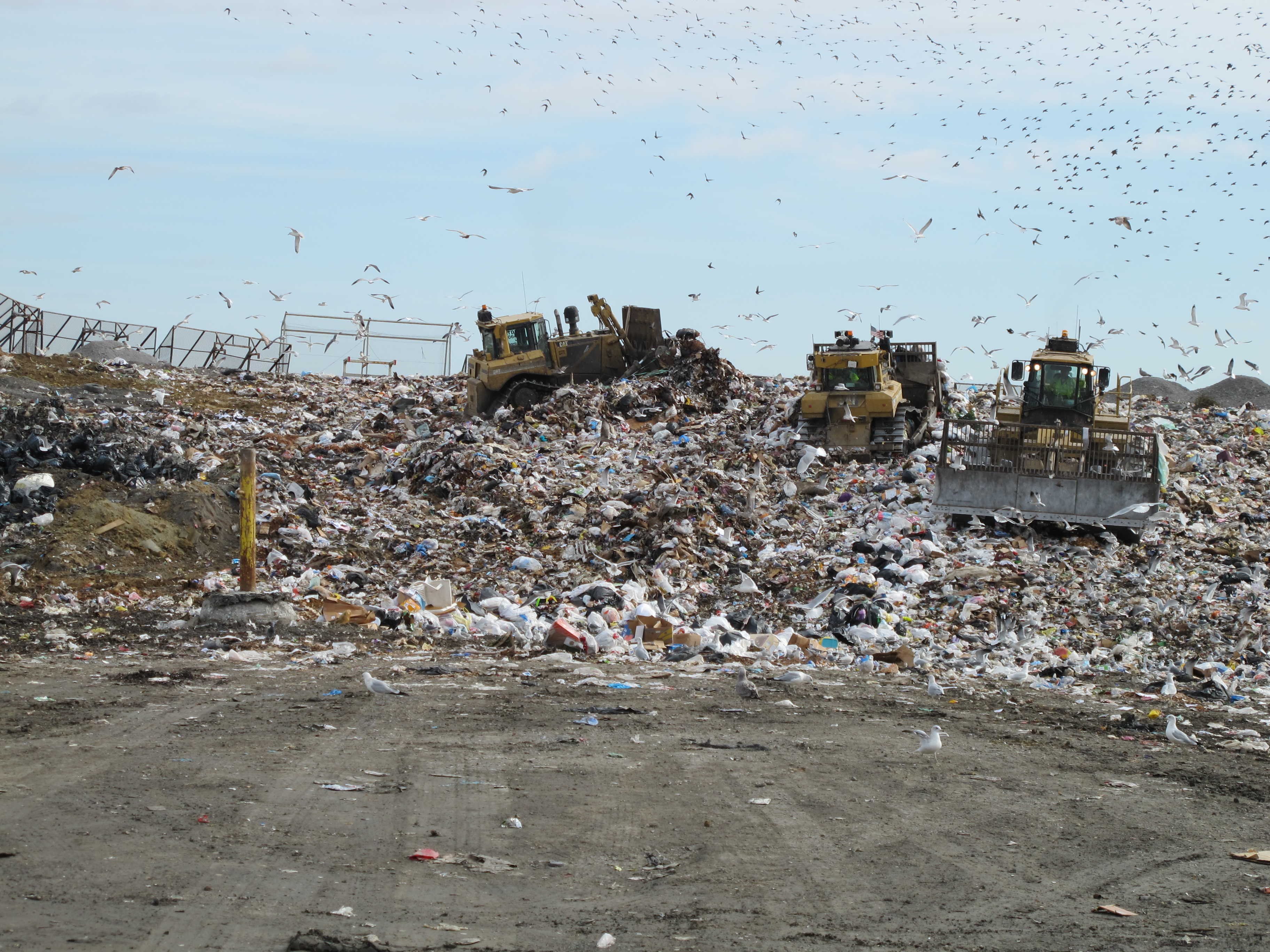
堆滿垃圾的垃圾填埋場

一次性產品通常由紙、塑料、棉花或聚苯乙烯泡沫等物質所製成。由於複合材料（如層壓板）製成的產品難以回收，因此一次性產品通常使用垃圾填埋场進行處理，2004年，歐盟通過了一項法律，禁止在垃圾填埋場進行一次性產品的處置。
2021年，澳大利亞Minderoo基金會發布了一份名為「塑膠垃圾製造商指數」的報告，得出的結論是全球一半的一次性塑料垃圾是由僅20家公司生產的。中國是一次性塑料製品的最大消費國。

## 一次性用品示例

### 廚房和餐飲用品

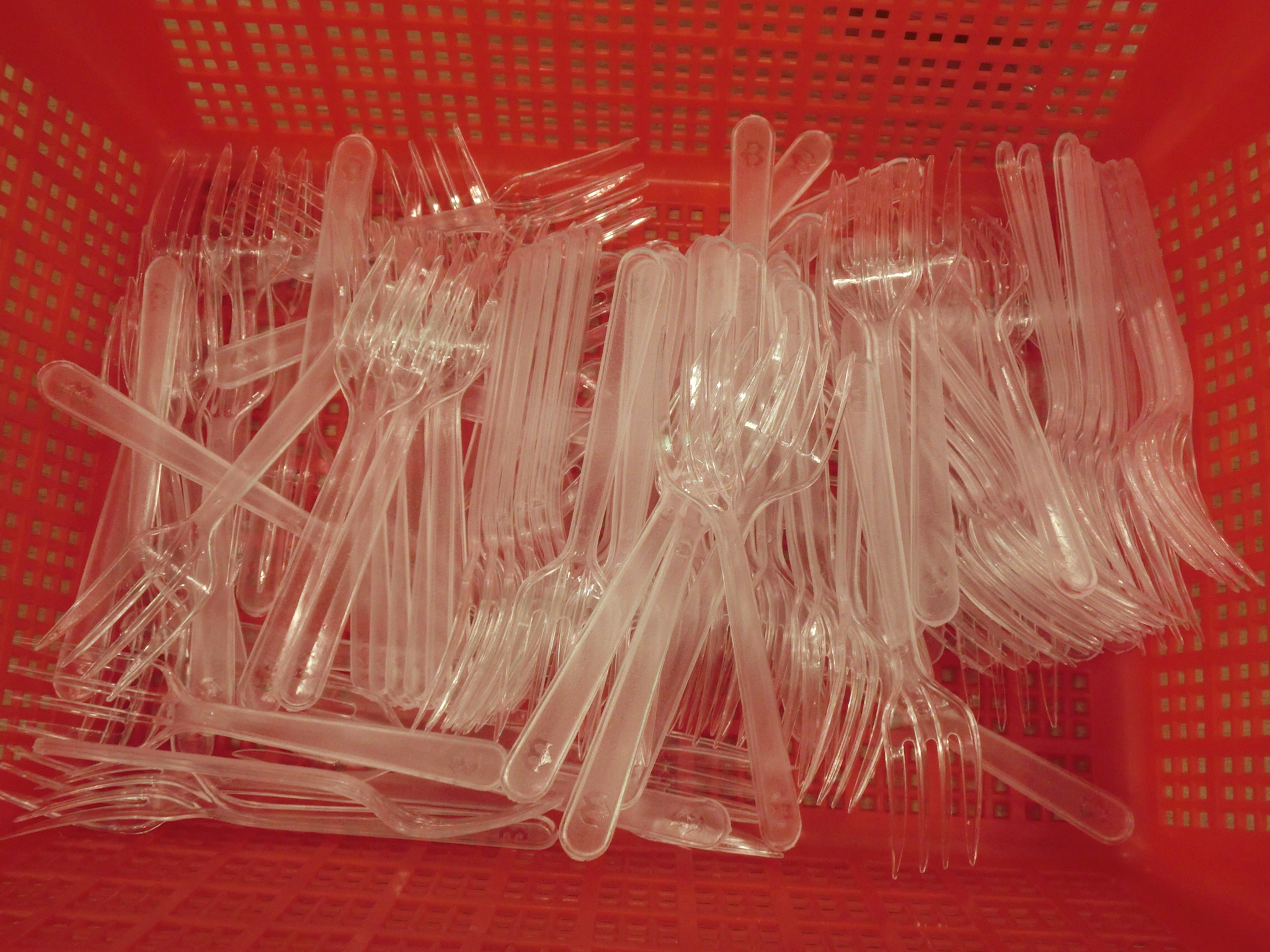
一次性餐叉

- 鋁箔和鋁鍋[5]
- 一次性餐具/飲具（例如盤子、碗、杯子）[6][7][8]
- 塑料餐具（例如勺子、刀子、叉子、叉子）
- 一次性桌布
- 紙杯蛋糕包裝紙、咖啡濾紙是可堆肥的
- 吸管

### 包裝用品
包裝通常用於一次性使用。廢物等級則要求材料最少化。許多包裝和材料都適合回收利用，儘管許多地區的實際回收率相對較低。例如，在智利，只有1%的塑料被回收利用。 包裝的再利用和再利用正在增加，但最終容器將被回收、堆肥、焚燒或填埋。
容器形式有盒子、瓶子、罐子、袋等多種，材質包括紙、塑料、金屬、織物、複合材料等。

## 食品服務用品

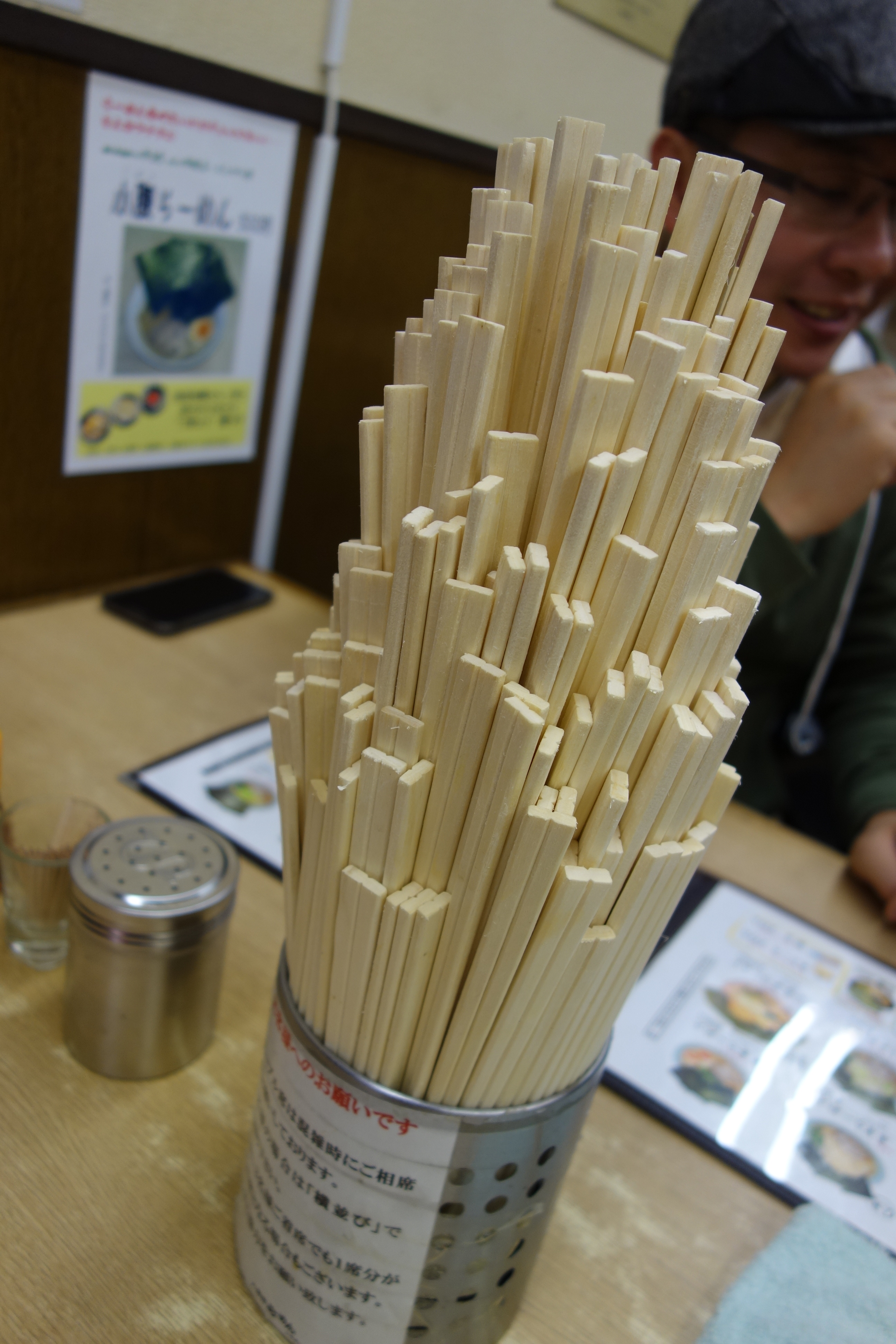
免洗筷子

自2002年開始，臺灣開始採取行動減少機構和企業使用一次性餐具並減少塑料袋的使用。此後幾年採取了越來越多的措施來減少垃圾量。 2013年，行政院環境保護署全面禁止在全國968所學校、政府機構和醫院使用一次性餐具。該禁令預計每年可減少2,600公噸垃圾。
在德國、奧地利和瑞士，已經頒布禁止在大型活動中使用一次性食品和飲料容器的法律。這種禁令自1991年起在德國慕尼黑實施，適用於全國所有城市設施和活動。對於數百人的小型活動，該市則安排一家公司提供餐具和洗碗機設備租賃服務。部分通過這項規定，慕尼黑減少了吸引數萬人參加的慕尼黑啤酒節產生的大量廢物，從1990年的11,000公噸減少到1999年的 550噸。
中國每年生產約570億雙的一次性筷子，其中一半出口到外國國家。大約45%是由樹木製成的：大約380萬棵木棉、樺木和雲杉，其餘的是由竹子製成的。日本每年則使用約240億雙一次性用品，全球使用量約為800億雙，共約140萬人使用後便丟棄。餐廳的可重複使用筷子的使用壽命為130餐。一些國家目前為減少這種浪費的行為而進行相對應措施。
以色列被認為是世界上最大的一次性食品容器和餐具的國家。每個月，共有有2.5億個塑料杯和超過1200萬個紙杯被在該國家使用、製造和拋棄。因為在以色列沒有關於製造或進口一次性食品容器的法律。

### 醫療和衛生用品

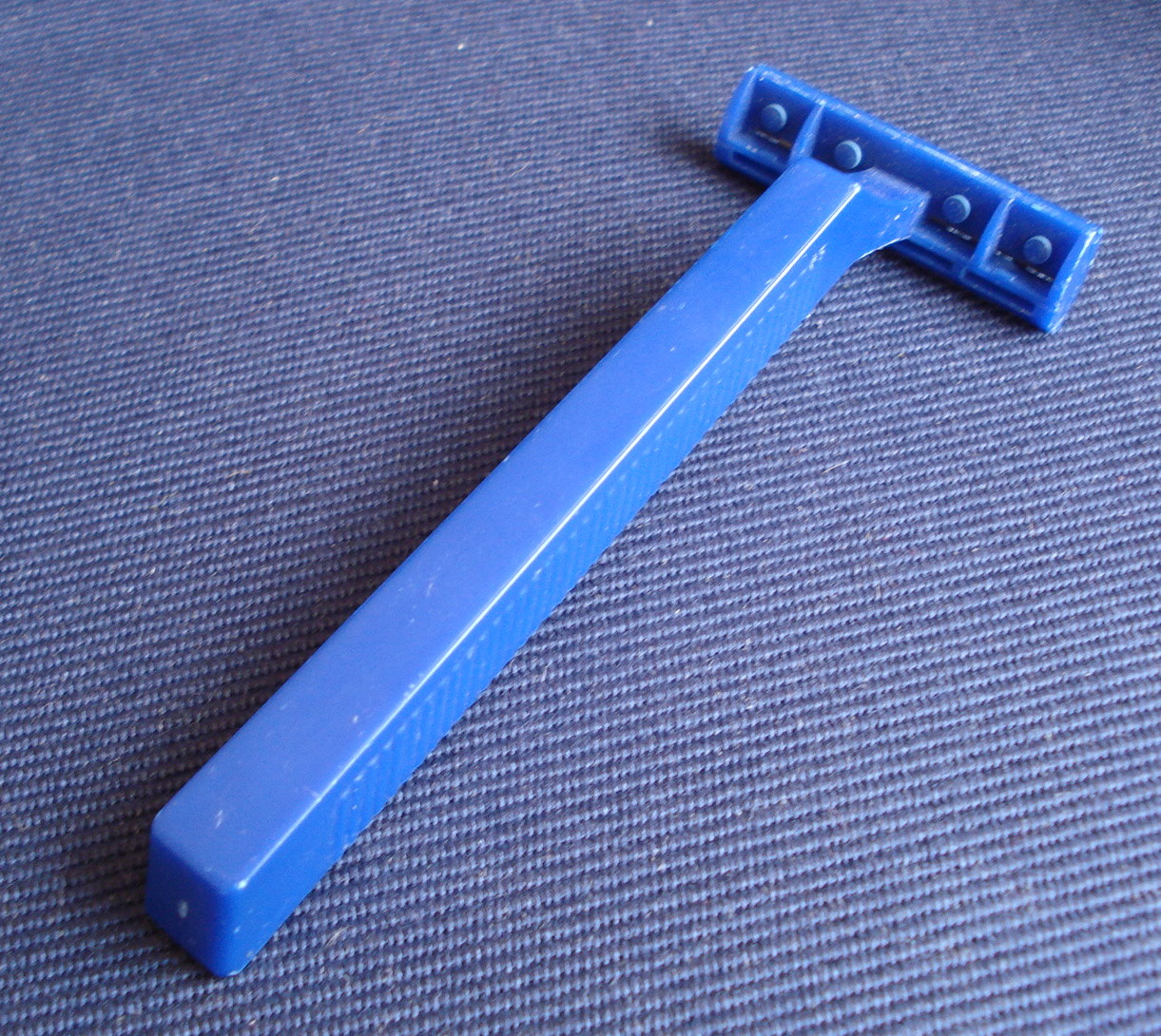
一次性剃須刀

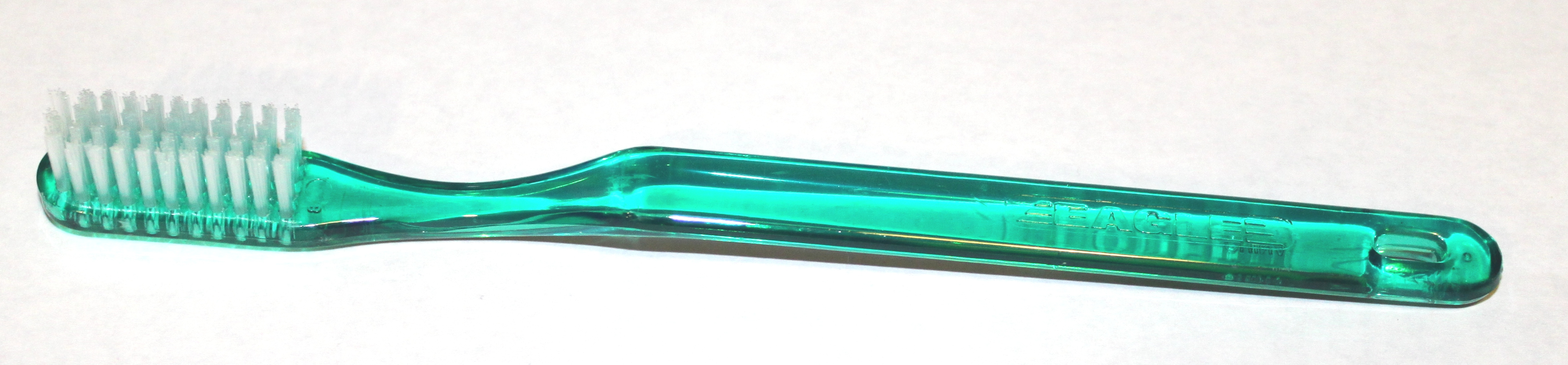
一次性牙刷

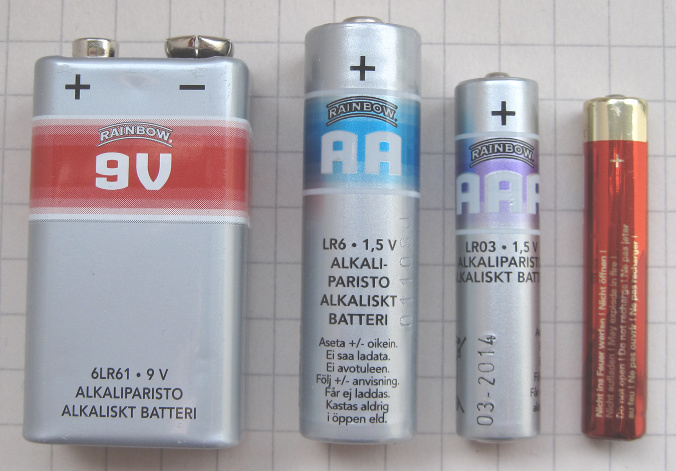
一次性電子

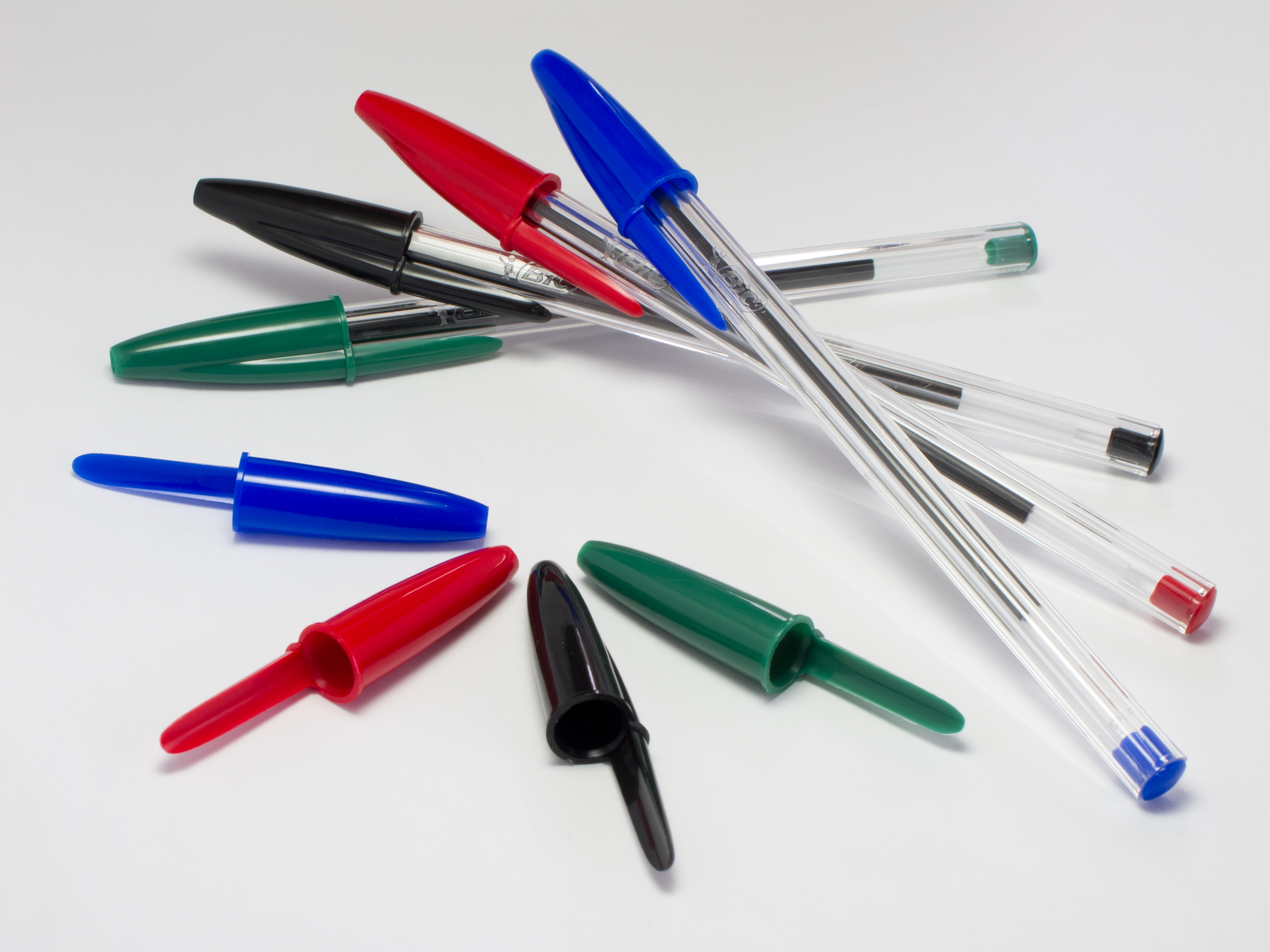
一次原子筆

世界各地的醫療、外科製造商也經常生產大量一次性使用的物品。主要原因是預防人口感染上控制；當一件物品僅使用一次時，物品就不會將透過傳染至後續患者。任何類型的醫療設備製造商都有義務遵守眾多標準和法規。在多數儀器或設備包裝上，也經常標示普遍認可的符號為「不重複使用」、「一次性使用」或「僅使用一次」。代表符號為數字2。
一次性物品的例子包括：
- 皮下注射針[17]
- 衛生紙
- 一次性毛巾、紙巾[18][19]
- 保險套和其他避孕用品

一次性灌腸劑及類似產品
- 棉花棒和棉墊[21]
- 医用手套、橡膠手套
- 醫用防塵口罩（防塵口罩）
- 嬰兒和成人尿片和訓練褲[22][23][24]
- 刮鬍刀、打蠟套裝、梳子和其他護髮產品[25][26][27]
- 牙刷、牙線和其他口腔護理產品
- 醫院围裙 [28]
- 產後一次性內褲
- 隱形眼鏡[29]

### 電子用品
- 電池：在電量耗盡後無法再充電使用，被視為有害垃圾，只能丟棄。[30]
- 一次性墨盒
- 一次性相機 [31]
- 電子煙裝置、盤管/一次性罐/煙彈

### 國防和執法
- 塑膠手銬

### 其他消費品
- 垃圾袋[32]
- 吸塵機袋、净水器、空气滤清器、機油濾清器、冷卻器和其他過濾器
- 磨損後退出流通的紙幣、鈔票
- 原子筆、橡皮和其他書寫工具[33]
- 佈景施工
- 禮品包裝紙
- 打火機
- 標籤、貼紙和離型紙
- 香煙和雪茄，以及煙盒、過濾嘴或是捲菸紙。

## 外部連結
- How disposable chopsticks are made （页面存档备份，存于） (video).